# Марк Кермод
Марк Кермод (енгл. Mark Kermode; рођен 2. јула 1963) је британски музичар, филмски критичар, колумниста магазина „Sight & Sound“ и „The Observer“ и водитељ емисије о филму на BBC Radio 5 Live.